# Лун Цзянь
Лун Цзянь (кит. 劍龍, пиньинь Lung Chien, 1916—1975) — китайский режиссёр, актёр, продюсер, сценарист.

## Биография
Лун Чиен, родившийся в 1916 году, исследует общие темы гонконгского кино, такие как смешанные боевые искусства или насилие в повседневной жизни. Он снял более 30 фильмов, в основном на Тайване и в Гонконге. Умер в Тайбэе в 1975 году в возрасте 59 лет.

### Оператор
| Год  | Название       | Китайское название | Режиссёр   | Комментарии |
| ---- | -------------- | ------------------ | ---------- | ----------- |
| 1975 | Lo Yang Bridge | Shen mo dou fa     | Lung Chien | Lost        |

### Режиссёр
- The Bridge at Lo-Yang (1975)
- Fatal Strike (1974)
- Gold Snatchers (1973)
- Kung Fu Powerhouse (1973)
- Wang Yu, King of Boxers (1973)
- The Angry Hero (1973)
- Blood of the Leopard (1972)
- Boxers of Loyalty and Righteousness (1972)
- Кунг-Фу Мама (1972)̽
- Extreme Enemy (1971)
- Struggle Karate (1971)
- Ghost Lamp (1971)
- The Bravest Revenge (1970)
- The Darkest Sword (1970)
- Golden Sword and the Blind Swordswoman (1970)
- The Ringing Sword (1969)
- Knight of the Sword (1969)
- Flying Over Grass (1969)
- Dragon Tiger Sword (1968)
- Dragon Inn (1967)
- Queen of Female Spies (1967)
- The Wandering Knight (1966)
- Malaysian Tiger (1966)

### Актёр
- 1956: Yun He Xun Qing Ji
- 1957: Wanhua Skeleton Incident
- 1957: Murder at Room 7, Keelung City
- 1957: Mei Ting En Chou Chi
- 1962: Five Difficult Traps
- 1963: Father Tiring Child
- 1964: Ba Mao Chuan
- 1965: Three Beautiful Blind Female Spies
- 1971: Darkest Sword
- 1973: Wang Yu, King of Boxers
- 1976: Calamity